# Queenstown (Południowa Afryka)
Queenstown – miasto, zamieszkane przez 43 971 ludzi (2011), w Republice Południowej Afryki, w Prowincji Przylądkowej Wschodniej.
Miasto zostało założone w 1853 roku przez sir George'a Cathcarta, gubernatora Kolonii Przylądkowej, jako ośrodek administracyjny i edukacyjny dla okolicznych terenów. Położone jest nad rzeką Komani, jednym z dopływów Great Kei.